# نوتوپیا
نوتوپیا (به انگلیسی: Nutopia) یک شرکت برنامه ساز تلویزیونی مستقل است که در سال ۲۰۰۸ میلادی در لندن و واشینگتن، دی.سی. تأسیس شد. این شرکت متخصص تولید آثار بدون متن و مستند است که از مهم‌ترین آنان می‌توان به یک سنگ عجیب برای شبکه نشنال جئوگرافیک اشاره کرد که دارن آرنوفسکی به عنوان مدیر اجرایی حضور داشت.

جین روت مدیر سابق شبکه تلویزیونی دیسکاوری و هدایت‌کننده بی‌بی‌سی دو و لورا فرانسز شرکت تولیدی‌ای با اعضایی همچون مایکل جکسون و سر پیتر بازالگت را تأسیس کرد. فرانسز در سال ۲۰۱۲ میلادی شرکت را ترک کرد.

نخستین برنامه تولید شده توسط این شرکت یک مستند دوازده قسمتی با نام (آمریکا: داستان ما) برای شبکه هیستوری بود. این شرکت از زمان تأسیس تاکنون سابقه ساخت برنامه برای شبکه نشنال جئوگرافیک، سی.ان.ان، آی‌تی‌وی، پی‌بی‌اس، کانال ۴ (بریتانیا)، بی‌بی‌سی و اسکای آتلانتیک را داشته‌است.

جدیدترین تولیدات عبارتند از «یافتن عیسی» ایمان. حقیقت. جعل برای سی.ان.ان، بیر گریلز برای آی‌تی‌وی و برنده جایزه امی سال ۲۰۱۵ میلادی تحت عنوان «چگونه ما در حال حاضر هستیم همراه استیون جانسون».